# Epistephium williamsii
Epistephium williamsii é uma espécie de orquídea terrestre ereta, que existe na Bahia, Brasil onde  habitam campos limpos e cerrados, eventualmente monteses, e areais do litoral. Apresentam flores muito vistosas, entre as mais vistosas de toda subtribo Vanilleae, à qual estão subordinados. Suas flores nascem em sucessão, de racemos terminais, e duram ligeiramente mais que as de Cleistes.
Esta espécie pode ser reconhecida entre os Epistephium por por apresentarem caule totalmente ereto, sem raízes aéreas e folhas sésseis. Lembra muito o Epistephium laxiflorum, mas deste se distingue por apresentar pétalas duas vezes mais largas e labelo mais curto que as sépalas, com uma profunda incisão no ápice.
São plantas que raramente sobrevivem ao serem transplantadas devido aos danos sofridos pelas suas raízes e rizomas quebradiços. Plantas para uso comercial necessitam ser produzidas por meio de sementes. São mais indicadas para canteiros do que cultivo em vasos.